# John Savage
John Savage, rodným jménem John Youngs (* 25. srpna 1949 Old Bethpage, Long Island, New York, USA) je americký herec a skladatel.

## Počátky kariéry
Počátky jeho kariéry se datují již do padesátých let, kdy se objevil v menších dětských rolích v několika béčkových filmech. Za jeho oficiální debut je však považován film Master Beater z roku 1969. Ovšem v této době byl mnohem aktivnější na divadelní scéně. Když mu bylo šestnáct, založil dětský divadelní soubor, s nímž vystupoval po ulicích a ubytovnách v New Yorku. Později vystudoval new-yorskou divadelní akademii a poté působil na divadelních scénách v Chicagu a Los Angeles. Na Broadwayi se poprvé představil jako mladý ruský kozák v muzikálu Šumař na střeše. Později hrál také v inscenaci dramatizace románu Kena Keseyho Přelet nad kukaččím hnízdem, za kterou obdržel cenu Drama Desk Award.

## Na vrcholu
Za vrchol jeho kariéry bývají považovány roky 1978 a 1979. Nejdříve se objevil ve slavném válečném filmu Lovec jelenů (The Deer Hunter) režiséra Michaela Cimina. Jedná se o příběh tří amerických ocelářských dělníků, kteří jsou vytrženi z běžného života a posláni do zuřící války ve Vietnamu, kde musí čelit těm nejhorším válečným hrůzám, například když jsou nuceni proti sobě hrát ruskou ruletu. Jeden z nejslavnějších filmů o válce ve Vietnamu byl ověnčen pěti Oscary a na další 4 byl nominován.
V následujícím roce dostal hlavní roli v neméně známém filmu - muzikálu Miloše Formana Vlasy (The Hair). Zde ztvárnil venkovského mladíka Clauda Bukowskiho, který je poslán, aby se přihlásil do armády, než tak ovšem učiní, setká se skupinkou hippies a začíná poznávat nové, pro venkovského chlapíka dosud neznámé světy.
V témže roce (1979) si zahrál v americkém filmu Cibulové pole (The Onion Field) Harolda Beckera. Film se odehrává v losangeleském kriminálním prostředí.

## Osmdesátá a devadesátá léta
Během let osmdesátých se objevoval v převážně méně známých či televizních filmech a seriálech. Mezi známější filmy, ve kterých se objevil v tomto období patří například Divoké kočky, Mariini milenci, Salvador či Jednej správně. Na přelomu desetiletí si zahrál menší roli v poslední části slavné trilogie Kmotr.
V devadesátých letech se i nadále věnoval televizním seriálům a filmům. Objevil se např. jako kapitán Rudolph Ransom ve dvojepizodě „Equinox“ (1999) sci-fi seriálu Star Trek: Vesmírná loď Voyager. Také si několikráte vyzkoušel roli producenta.
Avšak v období let osmdesátých a devadesátých se věnoval i práci docela odlišné - významně se podílel v boji za zrušení apartheidu v Jižní Americe.
V roce 1998 si zahrál ve filmu Terrence Mallicka Tenká červená linie. Snímek byl nominován na 7 Oscarů a v kategorii válečných filmů patří mezi nejuznávanější nejen pro svůj psychologický přesah.
V roce 1999 se objevuje ve filmu Spikea Leeho Krvavé léto v New Yorku.

## Současnost
Jeho kariéra je v jistém smyslu trošku stereotypní. V současnosti se i nadále věnuje průměrným televizním filmů a seriálům (např. Kill Your Darlings, Přijetí) a občas si zahraje v nějakém větším filmu (Nový svět).

## Rodina
Je synem Muriel a Floyda Youngsových. Jeho sestra Robin Youngsová je hlasatelkou jednoho bostonského rádia a také televizní moderátorkou. Jeho bratr je herec Jim Youngs. S jeho druhou ženou Sandi Schultzovou má dceru Jennifer, která je herečkou a zpěvačkou, a také syna Lachlana.

## Filmografie (výběr)
- Mizerná banda (1972)
- Syndrom vraha (1973)
- Lovec jelenů (1978)
- Vlasy (1979)
- Nimrod východní Afriky (1984)
- Mariini milenci (1984)
- Salvador (1986)
- Jednej správně (1989)
- Kmotr III (1990)
- Dveře do ticha (1991)
- Planoucí pobřeží (1991)
- Primary Motive (1992)
- CIA: Krycí jméno Alexa 2 (1993)
- Křižovatka smrti (1995)
- Bílá smršť (1996)
- Smutný kluk (1997)
- Tenká červená linie (1998)
- Krvavé léto v New Yorku (1999)
- Vzkaz v láhvi (1999)
- Jack Bull (1999)
- Vykoupení ducha (2002)
- Zkratky ke štěstí (2003)
- Nový svět (2005)
- Bereavement (2010)
- The Orphan Killer (2011)
- Tales of Halloween (2015)